# Kolumbiai menyét
A kolumbiai menyét (Neogale felipei, korábban Mustela felipei) vagy Don Felipe-menyét az emlősök (Mammalia) osztályába, a ragadozók (Carnivora) rendjébe, a kutyaalkatúak (Caniformia) alrendjébe és a menyétfélék (Mustelidae) családjába tartozó Neogale nem egyik faja.
A többi Neogale-fajhoz hasonlóan korábban a Mustela nembe sorolták, egy 2021-es tanulmány alapján azonban a Neovison-fajokkal és két Mustela-fajjal együtt ebbe az újabb nembe helyezték át. Tudományos neve az amerikai mammalógus, Philip "Don Felipe" Hershkovitz nevét örökíti meg. A fajt korábban csak példányokról ismerték, mígnem 2011-ben az első fotót egy élő egyedről egy amatőr természettudós készítette, aki szülei házában talált egy csapdába esett példányt; ezt követően a menyét a szabadba szökött. A képet 2018-ban feltöltötték az iNaturalist oldalára, ahol az széles körű figyelmet kapott.

## Megjelenése
A kolumbiai menyét megnyúlt teste átlagosan 22, farka pedig 11,5 centiméter hosszú, tömege 120-150 gramm között változik. Testének felső része sötét, feketésbarna, színeltérések nélkül, a hasi rész halvány narancssárga vagy barnássárga és az állat fejéig fokozatosan elhalványul. A szőrzet az orrtól a farok hegyéig egyenletes színű, csíkos vagy foltos mintázat nélkül. A felfújt hallóüreg az állat testének háti középvonala közelében helyezkedik el. Talpai szőrtelenek, második, harmadik és negyedik ujjain kiterjedt hártya húzódik, ami félig vízi életmódra utal. A kolumbiai menyét átlagban a második legkisebb élő ragadozó, az eurázsiai menyétnél (Mustela nivalis) csak valamivel nagyobb, de kisebb a hermelinnél (M. erminea).

## Elterjedése, élőhelye
A kolumbiai menyét az egyik legkevésbé tanulmányozott ragadozófaj Amerikában. Juan de Roux fotói az első ismert fényképek egy élő példányról. Úgy tartják, hogy ezek az apró állatok a jelenleg ismert nagyobb földrajzi elterjedési területet tartják fenn. A megfigyelésekről szóló jelentések szerint a faj elterjedését Nyugat-Kolumbia és Ecuador északi részének hegyláncai közé helyezték. Eredetileg úgy gondolták, hogy Kolumbiában honos, de a közelmúltban olyan példányokat gyűjtöttek Ecuadorban, amelyek azóta bebizonyították, hogy ez a gondolat téves. Az elterjedési és élőhelymodellezési felmérések megjósolhatták, hogy a kolumbiai menyét elterjedése Kolumbiában 20, Ecuadorban pedig 14 védett terület között oszlik el, valamint mindkét országban három, korábban ismert helyen található, ezeknek a helyeknek a többsége az erdő védett területein van. A sok gyűjteményben található neotropikus menyétek közelmúltban végzett újbóli vizsgálata nem tárt fel új kolumbiai menyétet, ami megerősíti a faj ritkaságáról alkotott hagyományos nézetet; sok közzétett beszámoló feljegyzései hibásak, vagy megbízhatóságuk nem ítélhető meg. Lehetséges azonban, hogy a fajt aluljegyzik, mert az Andok ezen részén a menyéteket általában rendkívül nehéz a terepen azonosítani: ez a faj morfológiailag nagyon hasonlít a hosszúfarkú menyétre (Neogale frenata).
A földrajzi modellezés és a begyűjtött példányok alapján arra a következtetésre jutottak, hogy a kolumbiai menyét nagyrészt part menti élőhelyeken él, elsősorban folyók, patakok közelében vagy más természetes vízforrások partjai mentén. Mivel ezek az élőhelyek 1100-2700 méteres tengerszint feletti magasságban találhatóak, a "köderdők” közé sorolják őket, amelyek 100%-os páratartalommal járulnak hozzá a part menti élőhelyhez.

## Életmódja
A kolumbiai menyét ragadozó emlős, amely elsősorban halakat, egyéb kisméretű vízi állatokat és szárazföldi kisemlősöket zsákmányol. A vadászatot segíti az úszóhártyás láb és álcázó szőrzete.

## Természetvédelmi helyzete
A kolumbiai menyétet sebezhetőként sorolták be, ami a jelenlegi ismert elterjedési területen legalább 1350 kifejlett egyedből álló populációméretre és valószínűsíthető populációsűrűségre következtet, és feltételezhető, hogy a populáció létszáma folyamatosan csökken a folyamatban lévő erdőirtás miatt. Az elterjedési terület elég kiterjedt ahhoz, hogy nagy legyen a valószínűsége annak, hogy egyetlen alpopuláció sem tartalmaz 1000 érett egyednél többet. Ezen túlmenően valószínű, hogy a faj elérheti a D1 alatti sebezhető küszöbértéket (ha a teljes populáció legfeljebb 1000 érett egyed), amennyiben az egyedsűrűség csak háromnegyede az 1350-es tetszőleges értéknek (és még egyszer feltételezve, hogy a jelenlegi elterjedési terület nem nagyobb); ezen felsorolás kissé bizonyító lehet. Valójában a CITES II. függelék veszélyeztetett szerinti besorolása nem kizárt, különösen azért, mert ez esetben egyetlen alpopuláció sem tartalmazhat 250-nél több kifejlett példányt; ugyanakkor a teljes populáció mérete is súlyosan alulbecsülhető, különösen, ha az elterjedési terület nagyobb, mint a jelenleg dokumentált (ami az itt feltételezettnél nagyobb populációt jelent). Összességében nem valószínű, hogy a faj valódi elterjedési területét eddig teljes mértékben dokumentálták, különösen egy olyan faj esetében, amelyet tipikus emlősvizsgálati módszerekkel ennyire nehéz azonosítani. Ennélfogva a sebezhető megfelelőbb besorolásnak tűnik, amely újbóli értékelésre vár, amíg több információ válik elérhetővé.
A fajjal való találkozás ritkasága és más nem példányokkal történő feljegyzések nem tekinthetők az egyedszám bizonyítékának: a jelenlegi ismeretek szerint nem lehet biztosan azonosítani, csak kézzel. A megfigyelési feljegyzések generálásának ezen módja nélkül továbbra is munkaigényes kihívás marad a faj állapotának meghatározása: két indokínai erdei menyétfaj, a csíkoshátú menyét (Mustela strigidorsa) és a sárgahasú menyét (M. kathiah) észlelt elterjedése és természetvédelmi állapota teljesen megváltozott a madarászok által gyakran fényképezett felvételek hatására, amelyeket elgázolt példányok támasztanak alá olyan területeken, ahol turistautak hatoltak be a hegyvidéki erdőkbe, és nagyszámú természettudatos turistát vonzanak be. Ez utóbbi két faj és egy harmadik délkelet-ázsiai menyét, a maláj menyét (M. nudipes) esetében a felvételek vizsgálata azokon a területeken, ahol többféle módszert alkalmaznak, azt mutatta, hogy a kameracsapdázás nagyon gyenge a felismerésüknél, még ha ezeket a fajokat formális felméréssel vagy kutatási tevékenységgel rögzítik is, általában véletlenül kívül esik a strukturált módszertanon; figyelemreméltó számú feljegyzés származik megfigyelőktől, akik a nap folyamán erdei patakokban fürödtek. Az ilyen lehetőségek nagy mértékben csökkentek a kolumbiai menyét esetében: az elgázolt példányok és a falusiak által megtartott állatok az egyetlen elfogadható módjai a véletlen feljegyzések generálásának, ahol a fajok magabiztos azonosítása fenntartható.
A faj erdővel való kapcsolatának mértéke azonban nem ismert, így az erdőirtási statisztikák és a faj populációjának helyzete közötti kapcsolat sem tisztázott. Például az előbbi túlbecsülheti az utóbbit, ha ezen faj nem kötődik különösebben az erdőhöz, vagy ha a zsugorodott, illetve szélső területeken nagyobb a sűrűség, mint az érintetlen erdőkben; vagy alulbecsülik, ha a faj egy különösen gyorsan csökkenő mikroélőhelyre szorul.
Ecuadorban a fajt egyetlen védett területen sem jegyezték fel. A modellek szerint a faj potenciálisan 10 védett területen lehet jelen Kolumbiában, és 14 területen  Ecuadorban; azonban ezekről a területekről nincs megerősített feljegyzés. Természetvédelmi igényeinek meghatározását nehezíti, hogy a faj természetrajzára vonatkozó információk minimálisak, ráadásul az öt ismert lelőhely közül háromnál a természetes élőhelyek erősen feldarabolódtak az elmúlt években.

## Fordítás
Ez a szócikk részben vagy egészben  a   Colombian weasel című angol Wikipédia-szócikk ezen változatának fordításán alapul.  Az eredeti cikk szerkesztőit annak laptörténete sorolja fel. Ez a jelzés csupán a megfogalmazás eredetét és a szerzői jogokat jelzi, nem szolgál a cikkben szereplő információk forrásmegjelöléseként.